# ناتالیا لاورووا
ناتالیا لاورووا (به انگلیسی: Natalia Lavrova) ژیمناست زادهٔ ۴ اوت ۱۹۸۴ میلادی اهل کشور روسیه است.